# Václav Jílek
Václav Jílek (Litomyšl, 16 maggio 1976) è un allenatore di calcio ceco.